# Dino Paolini
Dino Paolini (Lonigo, 26 settembre 1926 – Milano, 19 ottobre 2013) è stato un pittore e scultore italiano.

## Biografia
Nato a Lonigo nel Vicentino, da famiglia operaia, conclude gli studi di scultura all’Accademia delle Belle Arti “Cignaroli” di Verona. Nel 1947, a soli ventuno anni, si trasferisce a Milano, quando ancora le macerie si accumulavano in periferia a formare la “Montagnetta” e la vita era difficile per tutti. Ha insegnato Figura ed Ornato Modellato presso il Liceo Artistico Secondo di Milano dal 1961 al 1992, poco distante dal suo studio.

Scrive Riccardo Barletta.
  "Chiuso tra le quattro mura del suo studio, testardamente immerso in una sua passione, instancabile, Paolini aggredisce la materia - pietra, bronzo, gesso, terracotta, cemento - con la voglia di tramutarla, di perfezionarla, di renderla sempre più vibrante. La sua non è mai stata una scultura intellettuale."
Alla sua prima personale, alla galleria Bergamini - siamo nell’inverno del 1953 - Mario De Micheli annota una considerazione che può rimanere valida anche oggi. Essa è strutturale all’artista. ‘Egli è un po’ come le pietre della sua nativa Verona, quelle pietre che resistono ai colpi ma che tuttavia sono calde, vive, ricche di toni. Tali pietre del resto sono l’elemento naturale di Paolini, sono la materia in cui egli ritrova con maggiore libertà l’espressione del suo mondo. Quante volte l’ho visto partire da Milano per andare alle cave della sua regione a tagliare i blocchi con le sue mani! L’esigenza acuta di una simile materia nasce in particolare dal fatto che Paolini concepisce la scultura soprattutto come potenza plastica’.
In una presentazione per una sua mostra nel 1956 a Brescia, alla Galleria della Piazza Vecchia, uno scopritore di talenti e longevo gallerista, Giovanni Fumagalli, lo ricorda a Milano come ‘un giovane alto e magro che si guardava attorno e ascoltava attento senza mai prenderne parte, le discussioni che avvenivano fra i vari gruppi d’artisti’. La vita difficile era a quei tempi uno sprone per un artista alle prime armi. Prosegue Fumagalli:
‘Ogni tanto spariva dalla circolazione; ritornava al suo paese con i pochi soldi che aveva risparmiato, per tradurre in pietra, quella calda pietra di Verona, i bozzetti che veniva man mano realizzando nel suo studiolo che egli stesso aveva ricavato da un solaio di una casa di via Pietro Calvi'.

È lo scrittore Emilio Tadini - mostra nell’aprile 1957 alla Galleria delle Ore diretta da Fumagalli - che ben approfondisce l’origine culturale del giovane.
‘Paolini studia e comincia a lavorare a Verona. Questo non è un anonimo dato biografico: è anzi una indicazione molto significativa. Quello veronese credo che sia l’ambiente reale (non solo geografico e casuale) dell’apertura poetica di questo scultore. Si pensi alla forza ansiosa e segreta, alla linea sentimentale che anima ogni plasticità, alla drammaticità affettuosa che sono propri della locale scultura romanica. San Zeno, appunto: e non è tanto un caso che ancora adesso (1997, ndr) Paolini si tenga appeso a una parete del suo studio il calco di una formella delle porte. E basta riportare quei dati nell’osservazione delle prime opere (e non solo delle prime), per rendersi conto con facilità che quell’incontro non è risolto in una superficiale emozione visiva, ma piuttosto in una profonda suggestione, nell’autentico riconoscimento di una voce naturale’.
Testimonianze, queste, di un carattere non mutato nel tempo. Solitario e indipendente, Paolini ha pagato il prezzo di una vocazione così autoritaria in un tempo tanto corrivo al compromesso. La sua ricerca quindi si è svolta, come vedremo, soprattutto al di dentro di una interrogazione privata - tra lui e la materia, tra lui e l’umano - una interrogazione vista come “variazioni sul tema” più che come pendolarismo tra un “ismo” e l’altro. E lo stesso passaggio tra il figurativismo e la forma astratteggiante, avvenuto in un certo momento del suo iter, è stato per lui non un conflitto o un contrasto, bensì un continuum emotivo e di pathos, resi attraverso l’impatto plastico dominante.

Conclude Riccardo Barletta.
La produzione di scultura di Dino Paolini, nelle sue evoluzioni tra realismo, gusto primitivistico, espressionismo, ricordo romanico, organicismo astratto, mantiene sempre una sua logica interna. Attraverso le declinazioni stilistiche, Paolini ha cercato una sintesi plastica di rimandi strutturali, un contrappunto di forze ed energie spaziali intrinseche alla compagine data. La sua non è una scultura di “forma”, bensì una scultura di “sostanza”. Per questa ragione le tematiche da lui affrontate via via non hanno mai raggiunto la ripetizione meccanica di un modello o sigla. Hanno svolto una funzione di vera evoluzione nel quadro della poetica del “cavare”.
Ha partecipato a mostre nazionali e internazionali e ha ottenuto vari premi e riconoscimenti.
Lo studio al numero 41 di Via Hajech a Milano conserva i lavori di Dino Paolini.

## Opere
- Figura femminile nuda (pastelli/matita su carta), Paolini Dino, Milano (MI), Collezione Fondazione Davide Lajolo
http://www.lombardiabeniculturali.it/opere-arte/schede/LA010-00234/
- Contadina con bimbo, Paolini Dino, Suzzara (MN), Galleria Civica d’Arte Contemporanea
http://www.lombardiabeniculturali.it/opere-arte/schede/MN120-00348/
- Figura femminile nuda (scultura in bronzo), Paolini Dino, Suzzara (MI), Collezione Fondazione Davide Lajolo
http://www.lombardiabeniculturali.it/opere-arte/schede/LA010-00233/

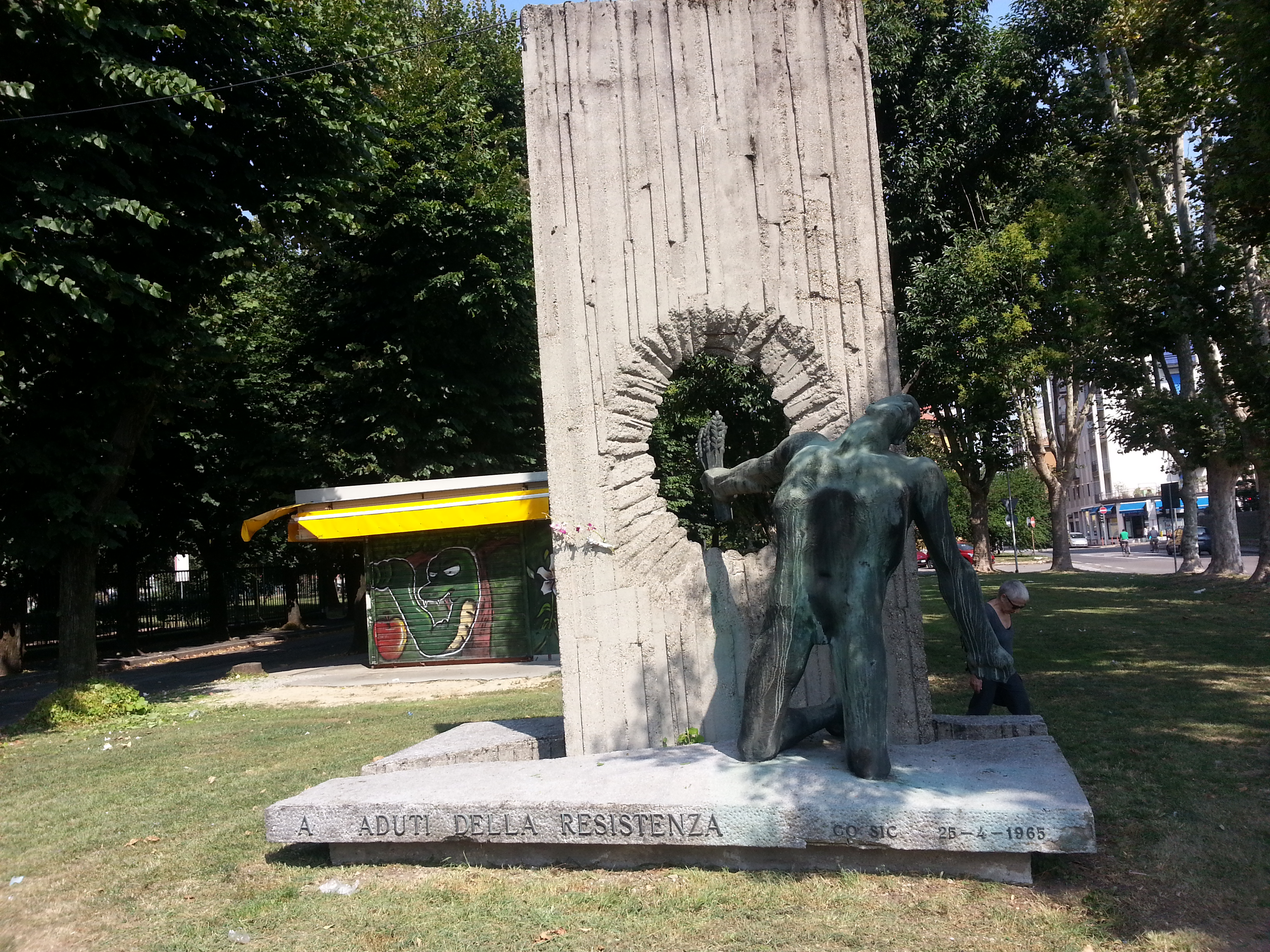
Monumento ai Caduti della Resistenza, Dino Paolini, Corsico, Milano, Italia, 25 aprile 1965

- La mondina, Paolini Dino, Suzzara (MN), Galleria Civica d’Arte Contemporanea
http://www.lombardiabeniculturali.it/opere-arte/schede/MN120-00339/
- Calcareous sandstone, Dino Paolini, around the quarry of St. Margarethen - Symposion Europäischer Bildhauer, 
St. Margarethen, Burgenland/Austria, Dino Paolini, 1959 - foto in wiki.de
https://www.karlprantl.at/en/sculptures/st-margarethen-detail/dino-paolini
- Monumento ai Caduti della Resistenza di Corsico (MI), 25 aprile 1965
- Monumento alla Liberazione, Villa Nuova Italia, Broni (PV), 1984

## Galleria d’immagini
- https://www.pinterest.es/tanisienne/dino-paolini-mostra-al-teatro-dal-verme-2016/

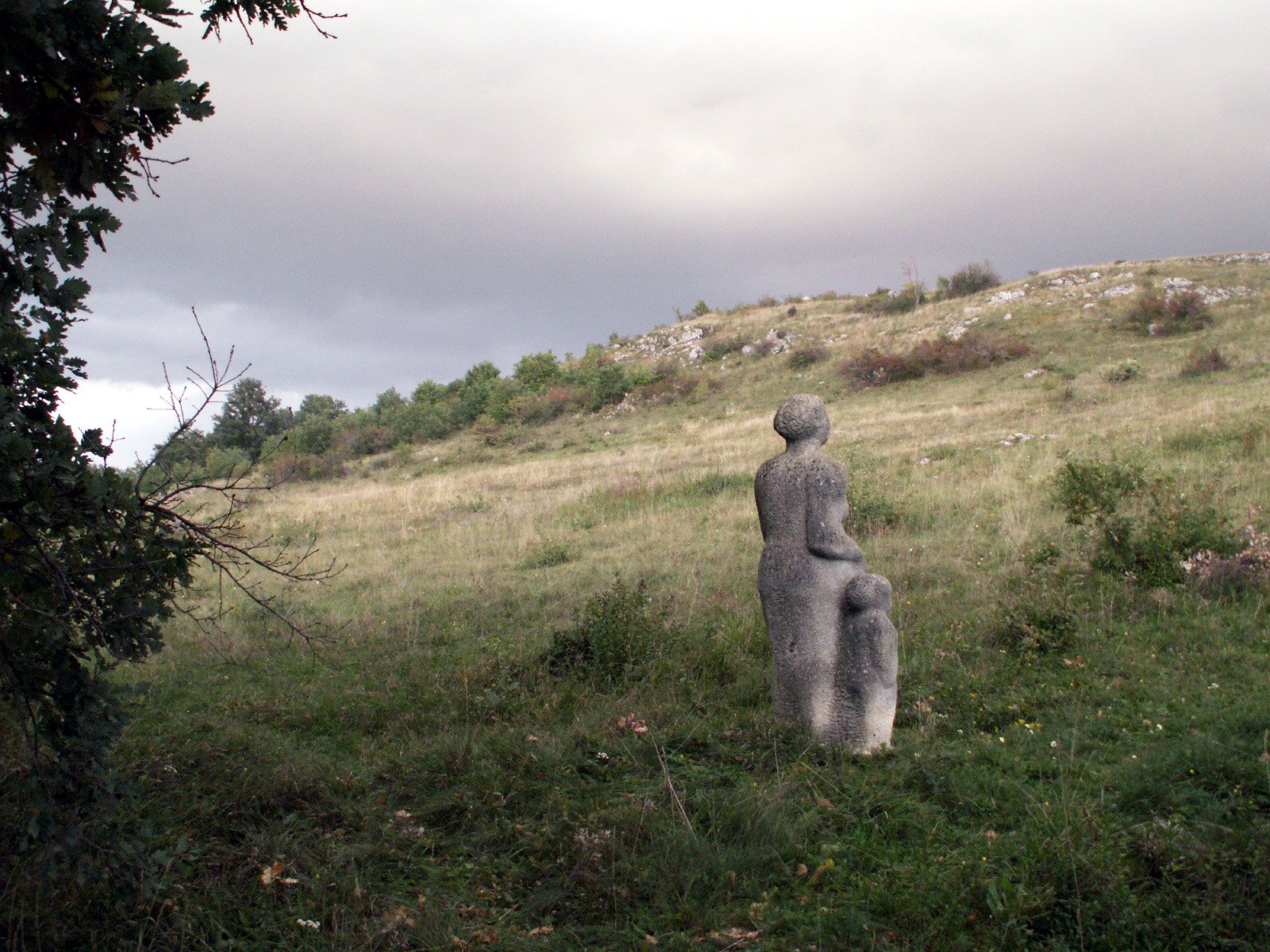
Calcareous Sandstone, Dino Paolini 1959, St. Margarethen, Austria

- https://www.youtube.com/watch?reload=9&v=cDA-xqFa5KU
- https://www.youreporter.it/video_dino_paolini_mostra_dell_artista_al_teatro_dal_verme/

## Principali mostre personali e di gruppo
1953 - Galleria Bergamini - Milano (presentazione Mario De Micheli)
1956 - Galleria della Piazza Vecchia - Brescia (presentazione Giovanni Fumagalli)
1957 - Galleria delle Ore - Milano (presentazione Emilio Tadini)
1963 - Galleria Ciliberti - Milano, Mostra di gruppo (Garau, Gasparini, Paganin, Paolini) (presentazione Rikov)
1964 - Galleria “Penelope” - Roma (Garau, Gasparini, Paolini) (presentazione Aurelio Natali)
1965 - Galleria A.A.B. - Brescia (Garau, Gasparini, Panciera, Paolini, Repossi) (presentazione Aurelio Natali)
1966 - Mostra di disegni alla Galleria Rinascita - Milano
1972 - Centro Artistico “C. Barbieri” Broni (PV), Sculture - Disegni - Pastelli (presentazione Mario Ghilardi)
1978 - Palazzo della Permanente - Milano “Una situazione - 9 testimonianze”
1978 - Centro Culturale - Valenza Po “Una situazione - 9 testimonianze”
1979 - Galleria A.A.B. - Brescia “Una situazione - 9 testimonianze”
1980 - Galleria “Pantha Arte” - Como (presentazione Paolo Cassiani)
1985 - Sculture e disegni - Broni (PV) Villa Nuova Italia (presentazione Paolo Cassiani)
1986 - Galleria “Aleph” Milano - Momenti del realismo milanese (Paganin, Paolini, Tettamanti)
1997 - Galleria d’Arte “Radice” - Lissone (MI) (presentazione Riccardo Barletta)
2014 - Spazio Tadini - Milano - Milano in Arte 1956 - 1967
2016 - Teatro Dal Verme - Milano - Dino Paolini - Mostra dell’Artista (a cura di Maria Antonietta Formenti e Tania Zoppis, presentazione Alberto Moioli)

## Mostre internazionali
Nel 1955 ha partecipato alla Mostra Internazionale dei giovani - Varsavia
Nel 1959 è invitato al “Primo Symposion Europäischer Bildhauer” per la scultura in pietra all’aperto - St. Margarethen, Austria https://www.karlprantl.at/en/sculptures
Nel 1961 partecipa alla Mostra Internazionale di Scultura a Würzburg e Berlino, a Vienna nel 1962

## Premi
È stato premiato al Premio Suzzara (MN) del 1951
Primo Premio Olimpiadi Culturali Lombarde 1952 - Milano
Secondo Premio Olimpiadi Culturali Nazionali 1953 - Livorno
Secondo Premio ex aequo per la Scultura a Vado Ligure (SV), 1953
Primo Premio per la Scultura a Suzzara (MN) 1954 e Premio “Presidente della Repubblica”
Premio “Spagnolo” per la Scultura alla XXVI Biennale Città di Milano, 1969
Primo Premio ed esecuzione del Monumento ai Caduti della Resistenza di Corsico (MI), 1964
Primo Premio ed esecuzione di una Scultura per l’Adolescenza, Città di Sarzana (SP), 1970
Primo Premio ed esecuzione di un Bassorilievo bronzeo per il Liceo Scientifico “Einstein” di Milano, 1971
Esecuzione Monumento alla Liberazione, Broni (PV), 1984